# Elektronska telesna glasba
Elektronska telesna glasba (angleško Electronic Body Music; kratica EBM) je zvrst glasbe, ki kombinira elemente elektronske plesne glasbe in industrialne glasbe.

## Zgodovina
Izraz Electronic Body Music je prvi uporabil leta 1978 Ralf Hütter, član nemške elektronske skupine Kraftwerk iz Düsseldorfa v Nemčiji, ko je želel opisati trši fizični zvok na njihovem albumu The Man-Machine, izdanemu 1978.
Izraz so v osemdesetih let vzele za svojega skupine Front 242, Nitzer Ebb, Front Line Assembly in podobne, ki so v mešanici nemškega electropunka in britanske industrialne glasbe zaslutile nov glasbeni stil. Skupini Front 242 in Nitzer Ebb veljata za najbolj tipični predstavnici elektronske telesne glasbe. 

## Slovenski predstavniki
Za predstavnici slovenske elektronske telesne glasbe veljata skupini Borghesia in Coptic Rain.